# Bilbeis
Bilbeis (copto: Phelbs; in arabo  بلبيس ‎?) è una città dell'Egitto che si trova nel sud-est del delta del Nilo, nel Governatorato di Sharkia.
Bilbeis è situata a nord-est del Cairo, sulla strada principale tra Ismailia e Porto Said sulla riva del canale di Ismailia che collega il Nilo con il canale di Suez.
All'ingresso della città vi è un forte, costruito durante il regno di Baybars.

## Storia
La città era un'antica fortezza costruita sulle rotte carovaniere dirette verso l'est. Fu conquistata dagli arabi nel 640 d.C.
Durante le crociate, è stato il punto di raccolta degli eserciti musulmani diretti in Palestina. All'ingresso della città è un forte costruito durante il regno di Baybars.
La città fu al centro di vari episodi durante la guerra fra Amalrico I re di Gerusalemme e la dinastia Fatimide per la conquista dell'Egitto. Una prima volta nel 1164 quando il generale curdo Shirkuh, inseguito dalle forze alleate di Shawar e Amalrico, si rifugiò nella città che fu posta sotto assedio per tre mesi. Il secondo episodio avvenne nel 1168, quando la città fu di nuovo assediata da Amalrico che la prese dopo tre giorni, il 4 novembre e successivamente ne uccise o deportò gran parte degli abitanti. Questa atrocità provocò l'ira dei copti egiziani nei confronti dei Crociati che appoggiavano Amalrico. Questo evento pose fine al sostegno dei Crociati da parte dei Copti che strinsero alleanza con i loro vicini non cristiani contro gli stranieri.